# Студия 30 (сезон 3)
Третий сезон американского комедийного телесериала «Студия 30» впервые был показан на телеканале NBC с 30 октября 2008 года по 14 мая 2009 года. В создании сезона принимали участие телекомпании Broadway Video, Little Stranger и NBC Universal, а исполнительными продюсерами стали автор идеи Тина Фей, а также Лорн Майклс, Марси Кляйн, Дэвид Майнер и Роберт Кэрлок.
В центре сюжета сериала находится вымышленное скетч-шоу «TGS with Tracy Jordan» и его главный сценарист Лиз Лемон (Тина Фей), которая пытается совмещать работу и личную жизнь. В этом сезоне Лиз полностью сосредоточивается на личных отношениях, пытаясь усыновить ребёнка и найти себе любимого мужчину. Тем временем, Джек Донаги начинает новые романтические отношения, Дженна Марони берётся за новый кинопроект, основанный на жизни Дженис Джоплин, а Трейси Джордан радуется успеху своей видеоигры, созданной в конце прошлого сезона. Сезон состоит из 22 эпизодов, выходивших по четвергам в 9:30 часов вечера по североамериканскому восточному времени.
Сезон был очень хорошо воспринят критиками и был номинирован на «Эмми» в двадцати двух номинациях, став таким образом самым номинируемым сериалом 2009 года. По количеству номинаций отдельно в «Прайм-тайм премии „Эмми“» (18) он так же поставил рекорд среди комедийных телесериалов. На данный момент третий сезон стал самым смотрибельным во всём сериале — среднее количество зрителей составило 7,54 млн человек. 22 сентября 2009 года первый сезон был выпущен на DVD в первом регионе, 5 апреля 2010 — во втором, а 10 ноября 2009 — в четвёртом регионе.

## Сюжет

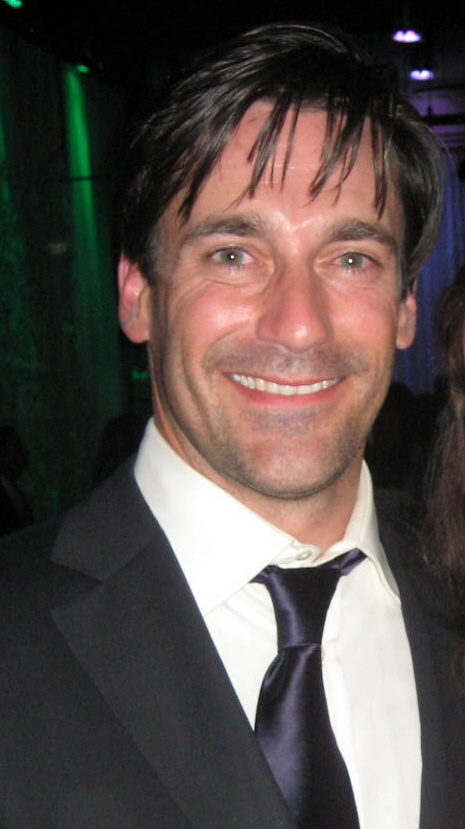
Звезда телесериала «Безумцы» Джон Хэмм сыграл роль доктора Дрю Бэйрда, соседа Лиз и её нового увлечения.

Сезон начинается с рассказа о событиях из последней серии («Cooter») предыдущего сезона. Джек (Алек Болдуин) пытается вернуть свою работу и повышение. Тем временем, Лиз (Тина Фей) предпринимает попытки усыновить ребёнка, пока Трейси (Трейси Морган) наслаждается успехом своей порнографической видеоигры, а Дженна (Джейн Краковски) требует от него доплатить ей деньги.
Сюжетные линии всего сезона рассказывают о том, как Джек начинает новый роман с девушкой по имени Элиза (Сальма Хайек) и ищет своего настоящего отца (Алан Алда). Лиз также находит новое романтическое увлечение — доктора Дрю Бэйрда (Джон Хэмм) — и проходит через процедуру сокращения штатов, а также обнаруживает в себе способности для того, чтобы вести ток-шоу. Дженна собирается сыграть персонажа типажа Дженис Джоплин, поскольку права на описание жизни самой Дженис Джоплин не могу быть приобретены. Также обнаруживается, что возраст Кеннета Парселла (Джек Макбрайер) вызывает сомнения.

## Съёмочная группа
В создании «Студии 30» участвовали компании Broadway Video, Little Stranger и NBC Universal, а впервые сериал был показан на телеканале NBC в США. Исполнительными продюсерами стали автор идеи Тина Фей, а также Лорн Майклз, Марси Кляйн, Дэвид Майнер и Роберт Кэрлок, в качестве соисполнительных продюсеров выступили Джон Ригги, Джек Бёрдитт и Рон Уэйнер. Продюсерами сезона стали Мэтт Хаббард, Джон Поллак, Алек Болдуин, Дон Скардино, Джефф Ричмонд, Ирен Бёрнс, Диана Шмидт, Эндрю Сингер, Дженнифер Дэниелсон и Эрик Гуриан. Джоанн Альфано, бывшая исполнительным продюсером в первом и втором сезонах, освободила эту должность в третьем. Рон Уэйнер, занимавший должность редактора во втором сезоне, стал соисполнительным продюсером, а Алек Болдуин, исполняющий главную роль, стал продюсером в третьем сезоне.
На протяжении сезона режиссёрами стали одиннадцать человек. Режиссёрами более чем одного эпизода стали продюсер сериала Дон Скардино, а также Гейл Манкузо и Бет Маккарти. Режиссёрами только одного на протяжении сезона эпизода стали Стив Бушеми, Тодд Холланд, Константин Макрис, Джон Ригги, Кен Уиттингэм, Триша Брок, Миллисент Шелтон и Скотт Эллис. Написанием сценариев занимались Тина Фей, Роберт Кэрлок, Джек Бёрдитт, Джон Ригги и Мэтт Хаббард.

## В ролях

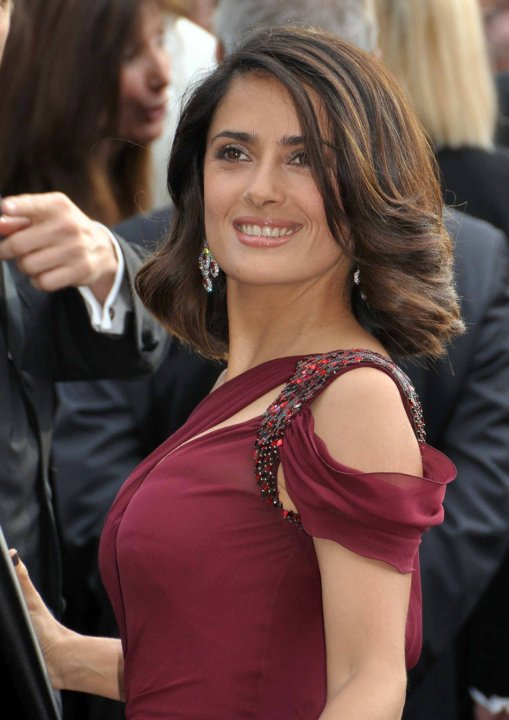
Сальма Хайек захотела появиться в сериале в качестве приглашённой звезды и исполнить роль Элизы, возлюбленной Джека, поскольку восхищалась творчеством Тины Фей.

В основной актёрский состав третьего сезона вошло десять человек. Роль Лиз Лемон, главного сценариста скетч-шоу «TGS», выходящего в прямом эфире, сыграла Тина Фей. В «TGS» снимались три главных актёра. Трейси Джордана, основного актёра шоу и неудачливого задиристого кинозвезду, сыграл Трейси Морган. Роль глуповатой Дженны Марони исполнила Джейн Краковски, а Джоша Джирарда, который также являлся сценаристом шоу, сыграл Лонни Росс. Джек Макбрайер исполнил роль простодушного служащего телеканала Кеннета Парселла. Остроумного и здравомыслящего продюсера «TGS» Пита Хорнбергера сыграл Скотт Эдсит, а роль энергичного и постоянно носящего бейсболку одиозного сценариста Фрэнка Росситано исполнил Джуда Фридландер. Руководителя телеканала NBC Джека Донаги изобразил Алек Болдуин. Туфера Сперлока, выпускника Гарвардского университета и работника команды сценаристов шоу сыграл Кит Пауэлл. Катрина Боуден исполнила роль помощницы сценаристов Кери Ксерокс. Также в сезоне появлялись повторяющиеся персонажи из первых сезонов: Джонатан (Молик Панчоли), «Гризз» Грисуолд (Гризз Чэпман), «Точка com» Слэттери (Кевин Браун), Джон Д. Лутц и доктор Лео Спейсман (Крис Парнелл).
Несколько повторяющихся ролей в сезоне сыграли приглашённые звезды. Так, Сальма Хайек исполнила роль Элизы, девушки Джека и сиделки его матери, на протяжении шести эпизодов. Впервые она появилась в эпизоде «Señor Macho Solo», а последний раз — в «The Ones». Джон Хэмм сыграл доктора Дрю Бэйрда, соседа Лиз и её нового любовного увлечения. Он присутствовал в трёх эпизодах: «Generalissimo», «St. Valentine’s Day» и «The Bubble». Алан Алда исполнил роль Милтона Грина, человека, который верил, что являлся отцом Джека, в эпизодах «Mamma Mia» и «Kidney Now!». Стив Бушеми изобразил нанятого Джеком частного детектива Ленни Возняка в эпизодах «The Natural Order» и «Mamma Mia».
В качестве приглашённых звёзд, появляющихся только один раз, в сезоне сыграли Опра Уинфри в роли самой себя (эпизод «Believe in the Stars»), Дженнифер Энистон в роли бывшей соседки Лиз по комнате Клэр (эпизод «The One with the Cast of Night Court»), Джон Литгоу в роли самого себя (эпизод «Goodbye, My Friend»), Меган Маллалли в роли Бев (эпизод «Do-Over») и Стив Мартин в роли друга Джека и возлюбленного Лиз Гэвина Волюра (эпизод «Gavin Volure»). В финале сезона для исполнения композиции «Kidney Now!» были приглашены многие музыкальные исполнители, например, Майкл Макдональд, Нора Джонс, Talib Kweli, Синди Лопер, Сара Бареллис, Вайклеф Жан, Рэйчел Ямагата, Ретт Миллер, Стив Эрл, Адам Левин, Мэри Джей Блайдж, Элвис Костелло, Шерил Кроу, Моби, Клэй Эйкен и Beastie Boys. Питер Динклэйдж. Кельвин Кляйн (в роли самого себя), Зак Брафф (19 серия, пляжный музыкант)

## Критика

### Отзывы критиков
На основе семнадцати критических рецензий Metacritic поставил сезону средневзвешенную оценку 84 из 100, что означает общее признание третьего сезона «Студии 30». Роберт Каннинг из IGN сказал, что в этом сезоне «сериал поднялся на вершину своей игры», поставив ему оценку 9,3 из 10. В частности, критик отметил, что «первая половина сезона … была более активной». Каннинг сказал, что премьерный эпизод сезона «Do-Over» был «до краёв заполнен комедией», назвал «Señor Macho Solo» «почти идеальным», но отметил, что сценарий финального эпизода сезона «Kidney Now!» был «смешным», но «для финала сезона посредственным». Журналистка Entertainment Weekly Алинда Уит в рецензии выпуска третьего сезона на DVD поставила ему оценку А-. Джереми Медина из журнала Paste, написавший рецензию для премьерного эпизода сезона, сказал, что она была «чем-то вроде первого дня в школе после летних каникул: временами неловкой, но тем не менее динамичной, весёлой и очень знакомой». Брайан Лоури из Variety отнёсся к сезону более критично, назвав его «крайне невыдержанным» и сказав, что «Студия 30» является «всего лишь хорошей комедией, недочёты которой препятствуют её причислению к разряду выдающихся».

### Рейтинг
Премьерный эпизод сезона «Do-Over» посмотрело самое большое количество зрителей с самого начала сериала — 8,7 млн человек. Шестой эпизод «Christmas Special» преодолел этот рекорд — он привлёк внимание 8,9 млн зрителей. Повторы ранее показанных серий (DVR) добавили эпизодам третьего сезона дополнительные 1,2 млн зрителей. «Студия 30» во время показа третьего сезона стала самым популярным телесериалом широковещательного телевидения среди зрителей, живущих выше среднего уровня и зарабатывающих больше 100 000 долларов в год. Средний рейтинг первых десяти эпизодов составил 7,7 млн зрителей, что, по мнению журнала Variety, является «показателем надёжности» и связано с тем, что «Студию 30» показывал в паре с другим сериалом — «Офис» — на телеканале NBC по четвергам. Финальный эпизод сериала «Kidney Now!» привлёк внимание 5,7 млн зрителей. В среднем, третий сезон посмотрели 7,54 млн человек, что сделало его самым смотрибельным сезоном во всём сериале.

### Награды и номинации
Третий сезон «Студии 30» получил в 2009 году самое большое среди телесериалов количество номинаций на премию «Эмми» — двадцать две, тем самым побив свой прошлогодний рекорд самого номинируемого комедийного телесериала на прайм-тайм премию «Эмми» (в 2008 году их было семнадцать). На 61-й церемонии вручения наград «Эмми» «Студия 30» получила две награды для съёмочной группы телесериала — «Лучший подбор актёров для комедийного телесериале» и «Лучший монтаж видео в комедийном телесериале» — за эпизод «Apollo, Apollo». Сезон получил три прайм-тайм премии «Эмми»: «Лучший комедийный сериал», «Лучший актёр комедийного сериала» Алеку Болдуину за роль Джека Донаги и «Лучший сценарий для комедийного сериала» Мэтту Хаббарду за его работу над эпизодом «Reunion». Тина Фей была номинирована в категории «Лучшая актриса комедийного сериала», но не получила статуэтку, как в прошлом году. Лауреатом премии в этой категории стала Тони Коллетт «Такая разная Тара». CNN назвал подобное решение Американской телеакадемии «лёгким сюрпризом», поскольку Фей была «явным фаворитом».
В 2009 года «Студия 30» получила «Золотой глобус» во всех номинациях, присуждаемых комедийным телесериалам: «Лучший телевизионный сериал — комедия или мюзикл», «Лучшая мужская роль в телевизионном сериале — комедия или мюзикл» (Алек Болдуин) и «Лучшая женская роль в телевизионном сериале — комедия или мюзикл» (Тина Фей). Так же, как и в предыдущем году, «Студия 30» получила премию года Дэнни Томаса продюсеру комедийного сериала от Гильдии продюсеров США. Третий сезон стал лауреатом премии Гильдии киноактёров США за «Лучший актёрский состав в комедийном сериале», а Тина Фей и Алек Болдуин получили награды в категориях «Лучшая женская роль в комедийном сериале» и «Лучшая мужская роль в комедийном сериале», соответственно. Гильдия сценаристов присудила «Студии 30» в 2009 году награду за «Лучший комедийный сериал». Третий сезон стал также лауреатом премии Гильдии художников-постановщиков за «Лучшее техническое воплощение творческого замысла в отдельном получасовом эпизоде, снятом одной камерой».

## Эпизоды
| №  | №  | Название                                                                         | Режиссёр(ы)       | Сценарист(ы)                 | Дата показа в США | Код серии | Кол-во |
| -- | -- | -------------------------------------------------------------------------------- | ----------------- | ---------------------------- | ----------------- | --------- | ------ |
| 37 | 1  | «Do-Over» «Переделка»                                                            | Дон Скардино      | Тина Фей                     | 30 октября 2008   | 301       | 8,66   |
| 38 | 2  | «Believe in the Stars» «Звёзды не лгут»                                          | Дон Скардино      | Роберт Кэрлок                | 6 ноября 2008     | 302       | 8,07   |
| 39 | 3  | «The One with the Cast of Night Court» «Один на один с участниками Ночного суда» | Гейл Манкузо      | Джек Бёрдитт                 | 13 ноября 2008    | 303       | 7,60   |
| 40 | 4  | «Gavin Volure» «Гэвин Волюр»                                                     | Гейл Манкузо      | Джон Ригги                   | 20 ноября 2008    | 304       | 7,08   |
| 41 | 5  | «Reunion» «Воссоединение»                                                        | Бет Маккарти      | Мэтт Хаббард                 | 4 декабря 2008    | 305       | 7,18   |
| 42 | 6  | «Christmas Special» «Особенное Рождество»                                        | Дон Скардино      | Кей Кэннон и Тина Фей        | 11 декабря 2008   | 306       | 7,38   |
| 43 | 7  | «Señor Macho Solo» «Одинокий мачо»                                               | Бет Маккарти      | Рон Уэйнер                   | 8 января 2009     | 307       | 5,37   |
| 44 | 8  | «Flu Shot» «Прививка от гриппа»                                                  | Дон Скардино      | Джон Поллак                  | 15 января 2009    | 308       | 6,63   |
| 45 | 9  | «Retreat to Move Forward» «Отступить, чтобы двигаться вперёд»                    | Стив Бушеми       | Тэми Сэгер                   | 22 января 2009    | 309       | 6,41   |
| 46 | 10 | «Generalissimo» «Генералиссимус»                                                 | Тодд Холланд      | Роберт Кэрлок                | 5 февраля 2009    | 310       | 6,39   |
| 47 | 11 | «St. Valentine's Day» «День святого Валентина»                                   | Дон Скардино      | Джек Бёрдитт и Тина Фей      | 12 февраля 2009   | 311       | 7,67   |
| 48 | 12 | «Larry King» «Ларри Кинг»                                                        | Константин Макрис | Мэтт Хаббард                 | 26 февраля 2009   | 312       | 6,36   |
| 49 | 13 | «Goodbye, My Friend» «Прощай, мой друг»                                          | Джон Ригги        | Рон Уэйнер                   | 5 марта 2009      | 313       | 7,25   |
| 50 | 14 | «The Funcooker» «Шутник»                                                         | Кен Уиттингэм     | Дональд Гловер и Том Керауло | 12 марта 2009     | 314       | 6,43   |
| 51 | 15 | «The Bubble» «Дутая популярность»                                                | Триша Брок        | Тина Фей                     | 19 марта 2009     | 315       | 7,13   |
| 52 | 16 | «Apollo, Apollo» «Аполлон, Аполлон»                                              | Миллисент Шелтон  | Роберт Кэрлок                | 26 марта 2009     | 316       | 7,17   |
| 53 | 17 | «Cutbacks» «Сокращение»                                                          | Гейл Манкузо      | Мэтт Хаббард                 | 9 апреля 2009     | 317       | 6,81   |
| 54 | 18 | «Jackie Jormp-Jomp» «Шустрый Джеки»                                              | Дон Скардино      | Кей Кэннон и Трейси Уигфилд  | 16 апреля 2009    | 318       | 7,32   |
| 55 | 19 | «The Ones» «Наречённые»                                                          | Бет Маккарти      | Джек Бёрдитт                 | 23 апреля 2009    | 319       | 6,30   |
| 56 | 20 | «The Natural Order» «Естественный порядок»                                       | Скотт Эллис       | Джон Ригги и Тина Фей        | 30 апреля 2009    | 320       | 5,95   |
| 57 | 21 | «Mamma Mia»                                                                      | Дон Скардино      | Рон Уэйнер                   | 7 мая 2009        | 321       | 6,13   |
| 58 | 22 | «Kidney Now!» «Возвращение прошлого»                                             | Дон Скардино      | Джек Бёрдитт и Роберт Кэрлок | 14 мая 2009       | 322       | 5,69   |